# Trzęsienie ziemi w Kolumbii (1999)
Trzęsienie ziemi w Kolumbii w 1999 roku – trzęsienie ziemi o sile 6,4 stopni w skali Richtera, które nastąpiło 25 stycznia 1999 roku o 13:19 czasu lokalnego, w kolumbijskim departamencie Quindío. W wyniku trzęsienia, śmierć poniosło 1185 osób, a rannych zostało ponad 4750 osób.
Trzęsienie nawiedziło 18 miast i 28 wsi. Większość z zawalonych budynków została wzniesiona na zboczach oraz zasypanych wysypiskach odpadów. Czynniki te spowodowały, że budynki były szczególnie podatne na wstrząsy i runęły. Największe zniszczenia odnotowano w mieście Armenia. Kilka godzin po trzęsieniu, doszło do serii napadów rabunkowych. Wybuchły również walki o żywność i wodę.
Zwłoki ofiar transportowano do audytorium uniwersytetu w Quindío, gdzie rodziny mogły je zidentyfikować. Ze względu na panujący chaos, lokalne władze podjęły decyzję o grzebaniu ofiar w masowych grobach.